# 丘靜雯
丘靜雯（英語：Nicole Yau Ching-man，1993年9月23日—），香港女藝人，曾任Now TV新聞主播 和 HOY TV 主持，現時是香港電台合作藝人 及 瑜珈導師。

## 簡歷
丘靜雯在2016年起在Now新聞台與Now財經台當主播，通常在深宵新聞時段出現，因為其貌似韓國女子組合Apink隊長初瓏，所以吸引到年輕觀眾留意。
2017年9月無綫主播陳嘉倩離職後，丘靜雯被網民熱捧接班為新一代主播女神。
2022年，丘靜雯離職Now TV，轉投HOY TV當主持人。

## 演出

### 電視節目（HOY TV）
- 2022-2024年：《一線搜查》主持
- 2024年：《海關 Get Set Go亞洲篇》主持

### 電視節目（香港電台）
- 2024年：《凝聚香港》主持

## 出面網頁
- 丘靜雯的Instagram帳戶